# Назаренко, Олег Григорьевич
Олег Григорьевич Назаренко (укр. Олег Григорович Назаренко; 4 августа 1967) — советский и украинский футболист, полузащитник.

## Биография
Воспитанник СДЮШОР «Металлист» (Харьков). С 15-летнего возраста стал выступать за дубль «Металлиста» в первенстве дублёров. В 1984—1985 играл в первенстве Украинской ССР среди коллективов физкультуры за полтавскую «Ворсклу».
Летом 1985 года вернулся в «Металлист» и 21 августа 1985 года дебютировал в высшей лиге в матче против киевского «Динамо», заменив в перерыве Александра Иванова. Всего в 1985 году сыграл 4 матча в высшей лиге, во всех выходил на замены.
В 1986 году перешёл в киевское «Динамо», но играл только за дубль. Провёл 17 матчей в первенстве дублёров.
В 1987 году снова вернулся в «Металлист», но также не смог стать игроком основного состава. За следующие два с половиной сезона сыграл 2 матча (1 гол) в Кубке СССР, 10 игр в Кубке Федерации и одну игру на Кубок сезона.
В начале сезона 1989 года перешёл в запорожское «Торпедо» из второй лиги. Затем провёл два сезона в нижегородском «Локомотиве» в первой лиге, в этом клубе как правило выходил на замены. После распада СССР провёл полсезона в команде украинской второй лиги «Явор» (Краснополье), затем играл в Чехословакии.
Дальнейшая судьба неизвестна.